# Heuglins trap
De Heuglins trap (Neotis heuglinii) is een vogel uit de familie van de trappen (Otididae). De vogel is genoemd naar de Duitse ornitholoog Theodor von Heuglin.

## Verspreiding en leefgebied
Deze soort komt voor van Eritrea tot Somalië en noordelijk Kenia.